# Begriffe der Dune-Zyklen
Dieser Artikel befasst sich mit Begriffen aus den Dune-Zyklen, einer Reihe von Science-Fiction-Romanen von Frank Herbert, Frank Herberts Sohn Brian und Kevin J. Anderson.

## Gruppierungen/Organisationen/Völker

### Atreides
Siehe: Figuren der Dune-Zyklen

### Harkonnen
Siehe: Figuren der Dune-Zyklen

### Corrino
Siehe: Figuren der Dune-Zyklen

### Bene Gesserit
Siehe: Figuren der Dune-Zyklen

### Bene Tleilax
Siehe: Figuren der Dune-Zyklen

### Landsraad
Der Landsraad ist ein mächtiges politisches Gremium, das aus den großen Adelsfamilien (den sogenannten Häusern) des Imperiums besteht. Er dient als eine Art Gegengewicht zur Macht des Imperators mit seinen Sardaukar. Die Häuser nutzen den Landsraad, um ihre Interessen zu vertreten, Allianzen zu schmieden und Konflikte zu regeln, oft auch, um sich gemeinsam gegen den Imperator zu behaupten, falls dieser zu mächtig wird. Der Landsraad besitzt keine eigene Armee, sondern die einzelnen Adelsfamilien unterhalten jeweils ihre eigenen Streitkräfte. Im Konfliktfall können die Häuser ihre Armeen jedoch bündeln, um gemeinsam gegen Bedrohungen vorzugehen und ihre politischen Interessen durchzusetzen. Nach der Machtübernahme durch Paul Atreides versinkt der Landsraad in der politischen Bedeutungslosigkeit und löst sich während der Herrschaft des "Gottkaisers" Leto II. schließlich auf.

### MAFEA

Fahne der MAFEA

Die Merkantile Allianz für Fortschritt und Entwicklung im All (eng. Combine Honnete Ober Advancer Mercantiles kurz CHOAM) ist die bedeutendste Handelsorganisation im Imperium. Die MAFEA ist ein gewaltiges wirtschaftspolitisches Machtinstrument. Sie organisiert und kontrolliert den gesamten Handel mit Gewürz im bekannten Universum. Die großen Häuser haben alle Anteile an der Gesellschaft, besonders einflussreiche sitzen im Direktorium. Den Vorsitz führt stets der regierende Imperator bzw. sein Vertreter. Durch seinen Sieg über Shaddam IV. übernahm Paul Muad'dib bzw. das Haus Atreides auch die Leitung der MAFEA. Da die MAFEA aber im Grunde nur der wirtschaftliche Arm des Landraads war, versank sie dadurch in der Bedeutungslosigkeit.

### Mentaten
Siehe: Figuren der Dune-Zyklen

### Sardaukar
Die Sardaukar spielen hauptsächlich im ersten und dritten Band des Dune-Zyklus eine Rolle. Sardaukar sind die militärische Elite des Padischah-Imperators Shaddam IV. Sie wurden auf dem imperialen Gefängnisplaneten Salusa Secundus rekrutiert und ausgebildet.
Ihre ungewöhnlich harten Lebensbedingungen und die brutale Ausbildung ließ in der Regel nur vier von zehn Kandidaten überleben. Das Hauptgewicht des militärischen Trainings lag auf totaler Gnadenlosigkeit und weitestgehender Ausschaltung des eigenen Selbsterhaltungstriebes. In seiner Brutalität wog ein Sardaukar zehn gewöhnliche Kämpfer auf. Sie huldigten einer Ideologie, nach der sie einem Clan unbesiegbarer Krieger angehörten und andere Lebewesen etwas Niederes, Wertloses darstellten.
Nachlässigkeiten in der Ausbildung und offen zur Schau gestellte Überheblichkeit hatten zu Zeiten Shaddams IV ihren Kampfwert gemindert. Trotzdem wurden sie weiterhin – mit Recht – gefürchtet.
Beim ersten Angriff auf Arrakis mischten sich Truppen der Sardaukar in Harkonnenuniformen unter die regulären Soldaten, um ihre Angriffe heimlich zu unterstützen. Während der Revolte auf Arrakis wurden die bis dahin für unbesiegbar gehaltenen imperialen Sardaukar von Paul Atreides und seinen Fedaykin vernichtend geschlagen.
Im Exil auf Salusa Secundus formierte der zurückgetretene Imperator, Shaddam IV., eine Sardaukar-Ehrengarde. Viele Jahre später schmiedete Prinzessin Wensicia Corrino Pläne, die Sardaukar zu alter Stärke zu führen, um den imperialen Thron zurückzuerobern. Diese Bestrebungen blieben jedoch erfolglos. Von ihrem Sohn, Prinz Farad’n, wurden die wiedererstarkten Sardaukar als Geschenk des Hauses Corrino an Leto II. überantwortet.
Eine kaiserliche Legion Sardaukar besteht aus zehn Brigaden und hat eine Sollstärke von etwa 30.000 Mann. Im Film Dune – der Wüstenplanet von David Lynch wird fälschlicherweise behauptet (laut deutscher Synchronfassung auf der Remastered-DVD; made in Europe by „Laser Paradise“), dass der Padischah-Imperator Shaddam IV. 50 Legionen nach Arrakis verlegte, um die Fremen systematisch auszulöschen. Tatsächlich waren es fünf Legionen.
Dienstgrade der Sardaukar, siehe: Begriffe der Dune-Zyklen
Die Armeen der Hohen Häuser (des Landsraads) auf der einen und die Sardaukar des Imperators auf der anderen Seite bilden ein militärisches Gleichgewicht im Imperium.

### Fischredner
Der Name Fischredner (engl. Fish Speaker) leitet sich, laut Leto II., aus einer uralten Legende ab, nach der eine weise Frau an einem See Visionen empfing, während sie einen Fisch betrachtete.
Die Fischredner spielen vor allem im vierten Band des Dune-Zyklus eine Rolle. Von Kritikern wurden sie gerne als die Houris des Gottkaisers geschmäht. Sie sind die weibliche Armee Leto II. und haben eine zentrale Funktion bei der Realisierung seines Goldenen Pfades.
In einem Gespräch mit einem der Duncan-Gholas, mit denen er in ständigem Streit über die Berechtigung einer Frauenarmee steht, erklärt er: „Meine Houris vermitteln Reife. Sie wissen, daß sie das Heranwachsen der Männer im Auge behalten müssen, denn dadurch gelangen sie auch zu ihrer eigenen. Am Ende verschmelzen sie zu Gattinnen und Müttern, und wir entwöhnen sie von ihren pubertären Bindungen.“
Als Kriegerinnen sind diese weiblichen Legionen fanatisch und ihrem Gottkaiser unbedingt ergeben. Der einzig männliche Offizier in ihren Reihen ist der jeweilige Duncan Idaho-Ghola als Kommandeur der kaiserlichen Garde.
Alle zehn Jahre findet auf Arrakis, in der Festivalstadt Onn das Siaynoq, das Große Einssein statt. Von jeder planetaren Fischredner-Garnison sind je drei Vertreterinnen dort und begehen, zusammen mit ihrem Gottkaiser, eine ekstatische, heilige Zeremonie, bei der die Wachablösung der aus dem Dienst scheidenden Soldatinnen stattfindet.
Gegen Ende der Regierung Letos wurde der militärische Aspekt der Fischredner immer deutlicher von alternativen, humanitären Missionen abgelöst. Das Fischrednertum nahm zunehmend religiösen Charakter an, mit dem Effekt, dass die örtlichen Fischredner-Garnisonen sich wachsender Beliebtheit und Wertschätzung erfreuten. In den Hungerjahren, nach dem Tode Letos, sichert die Fischredner-Organisation das Überleben der verzweifelten Menschen. Ihr Einfluss wird mit der Zeit immer schwächer.
Wie ein bedrohlicher Schatten der Vergangenheit kehren sie aber noch einmal zurück. Der Ursprung der Geehrten Matres, vermutet man, lässt sich aus in der Diaspora zu bürokratischen Despoten degenerierten Fischrednergruppen erklären.

### Geehrte Matres
Die Geehrten Matres sind eine Gruppierung, die 5000 Jahre nach Beginn der Diaspora, die unmittelbar auf den Tod von Leto II. aufgrund von Hungerkatastrophen und Kriegen erfolgte, aus den unerforschten Randbezirken des Imperiums wieder zurückkehren.
Sie sind eine Organisation von Frauen, ähnlich den Bene Gesserit, stellen jedoch in gesellschaftlicher Hinsicht einen genauen Gegenentwurf dar. Ihre Entstehung ist zurückzuführen auf die Verbindung von versprengten Fischrednern (weiblichen Elitetruppen des Gottkaisers Leto II.) mit Bene Gesserit, die bewusst in die Diaspora ausgesandt worden sind. Aus der ursprünglichen Organisation der Fischredner entwickelte sich, unter Einbindungen einer Reihe von Fähigkeiten der Bene Gesserit, eine von Frauen dominierte bürokratische Diktatur.
Die Fähigkeiten der Geehrten Matres setzen sich zusammen aus einer veränderten Form der Prana-Bindhu-Muskelkontrolle der Bene Gesserit, die es ihnen erlaubt, ohne bewusste Kontrolle auf äußere Reize zu reagieren, und der mentalen Versklavung von Männern durch sexuelle Bindung.
Diese einseitige Betonung spiegelt das Wesen der Geehrten Matres wider, die, im Gegensatz zu den Bene Gesserit, in jeder Hinsicht unfähig zur Selbstkontrolle sind. Ihr Wesen wird dominiert von extremer Gewaltbereitschaft und Maßlosigkeit. Verantwortlich dafür ist ein weiteres Verwandtschaftsmerkmal mit den Bene Gesserit – der Abhängigkeit von einer Droge. Diese ist ein synthetischer Ersatz für das Gewürz, der offensichtlich notwendig wurde, als den in die Diaspora ausgesandten Schwestern die Vorräte ausgingen.
Unbekannt sind den Geehrten Matres jedoch die durch die Gewürz-Agonie freigesetzten weitergehenden Erinnerungen und die vielen anderen positiven Eigenschaften des Gewürzes; anstelle dieser wird jedoch das Gewaltpotential der Matres drastisch erhöht, was sich bei geistiger Erregung in der Bildung von orangefarbenen Flecken in den Augen zeigt.
Die Rückkehr der Geehrten Matres in das alte Imperium wird zu Beginn als Eroberungsfeldzug dargestellt, der sich in erster Linie auf die überwältigende zahlenmäßige Überlegenheit und eine bedingungslose Strategie der totalen Zerstörung stützt. Das erste Opfer ihrer Angriffe wird der Planet Arrakis, der zu Schlacke verbrennt, auf dem auch der Mentat-Bashar der Bene Gesserit, Miles Teg, durch eine neuartige übermächtige Waffe, die im Orbit von einem Raumschiff aus abgefeuert wurde, ums Leben kommt. Im weiteren Verlauf werden fast alle bedeutenden Planeten der Bene Gesserit ebenfalls vollständig zerstört.
Gegen Ende des zweiten Zyklus wird deutlich, dass die Geehrten Matres aus der Diaspora in das alte Imperium vor einem unbekannten Gegner geflohen sind. Ihre Unfähigkeit, weitere Fähigkeiten der Bene Gesserit zu adaptieren, machte sie verwundbar für eine offenbar speziell gegen sie entwickelte biologische Waffe. Als weitere Waffe gegen die Matres treten die Futars auf, die jedoch nur auf Anweisung ihrer Bändiger töten, die möglicherweise aus freien Gestaltwandlern der Bene Tleilax entstanden sind.
Als wichtigste Vertreterin der Geehrten Matres tritt Murbella auf, die von den Bene Gesserit auf Gámu (Giedi Primus) gefangen genommen und zu einer Schwester gemacht wurde. Sie ist außerdem die Geliebte des Duncan-Idaho-Gholas, eines Klons des Schwertmeisters von Paul Atreides, der seine Erinnerungen zurückerhalten hat.
Die Bene Gesserit entgehen der Vernichtung durch die Geehrten Matres durch die scheinbare Kooperation mit ihnen, deren Zweck darin besteht, den gesamten Orden der Matres, so wie Murbella, in Schwestern umzuwandeln.

### Fremen
Die Fremen sind die Bewohner des Planeten Arrakis, den sie Dune (englisch für Düne) nennen. Sie stammen von buddhislamischen Sklaven ab, die während Butlers Dschihad nach Arrakis geflüchtet waren. Auf dem unwirtlichen Wüstenplaneten fühlten sie sich endlich als Freie Menschen (englisch: free men, woraus sich der Name Fremen ableitet). Aufgrund ihrer Geschichte sind Fremen Fremden gegenüber äußerst misstrauisch.
Das Wirken zweier Anführer (Selim und Ishmael) lehrt die Fremen, sich an die Wüste anzupassen und die von ihnen als wahre Herrscher von Arrakis verehrten Sandwürmer als Transportmittel zu gebrauchen. Sie setzen selbst entwickelte, hochwertig verarbeitete Technik zum Wassersparen ein: Destillanzüge. Ein korrekt getragener Anzug reduziert den Wasserverlust eines Menschen in der Wüste auf maximal 3 % und stellt dem Träger trinkbares, wiederaufbereitetes Wasser zur Verfügung. Die gesamte Kultur und Lebensweise ist von der sogenannten Wasserdisziplin geprägt.
Pardot Kynes, der imperiale Planetologe, gewann ihr Vertrauen und überzeugte sie von seinem Terraformingprojekt, das Dune zum Blühen bringen sollte. Sein Sohn, der Halbfreme Liet Kynes, wurde zum ersten Anführer aller Fremen. Paul Atreides, der den Stammesnamen Usul erhielt und für sich selbst den Namen Muad’dib wählte, führte die Fremen in den finalen Konflikt gegen die verhassten Harkonnen und den Imperator.
In der imperialen Enzyklopädie werden die Fremen als „Sandpiraten“ bezeichnet.
Im Zuge des Romanzyklus nimmt die Bedeutung der Fremen stetig ab. Im vierten Band sind sie in ihrer Rolle als „Museumsfremen“ am Tiefpunkt ihrer Wirkungsgeschichte angelangt. Nach dem Tode des Gottkaisers und der erneuten Transformation von Arrakis zu einem Wüstenplaneten nehmen sie als Würdenträger der neuen Religion des „Geteilten Gottes“, Shai-Hulud, eine akzeptable Position ein.

### Fedaykin
Die Fedaykin sind die Todeskommandos der Fremen. Historisch waren sie eine Gruppe von Menschen, die sich mit dem Ziel zusammengeschlossen hat, ihr Leben dafür einzusetzen, um aus einer Ungerechtigkeit eine Gerechtigkeit zu machen. Sie gelten den imperialen Sardaukar als ebenbürtig. Der Begriff Fedaykin ist abgeleitet vom arabischen Wort Fedajin („der sich Opfernde“).

### Raumgilde

Banner der Raumgilde

In der Raumgilde sind die Navigatoren und Steuermänner der riesigen Heighliner und Fregatten organisiert. Sie sind durch extrem starken Genuss des Gewürzes mutiert, doch ohne dieses können sie die Faltraum-Schiffe nicht steuern. Steuern bedeutet: Sie bewegen sich durch den Raum mit ihren Schiffen, ohne sich zu bewegen, nur durch Kraft ihrer durch Gewürz verstärkten mentalen Fähigkeiten. Ihre begrenzte Fähigkeit, in die Zukunft zu sehen, ermöglicht ihnen, sichere Wege durch den Faltraum vorauszusehen. Die physischen Schiffe können diesen Wegen folgen und damit in sehr kurzer Zeit fast unbegrenzt große Distanzen zurücklegen.
Die Raumgilde ist eine der wichtigsten Organisationen im Universum, da nur sie in der Lage ist, weite Strecken im Universum zu bereisen. Gegen den Willen der Raumgilde kann nicht einmal der Imperator persönlich eine Weltraumreise unternehmen. Zwischen dem Imperium und der Weltraumgilde herrscht eine Abhängigkeit: Die Navigatoren benötigen Gewürz, um am Leben zu bleiben und nicht zu erblinden, während das Imperium ohne die Navigatoren und ihre riesigen Raumschiffe keinen Handel betreiben könnte und damit zerfallen würde. Deshalb sind die Navigatoren durch Verträge zu völliger Neutralität verpflichtet. Sie müssen auch bei kriegerischen Auseinandersetzungen verfeindete Parteien gleichberechtigt transportieren.
Zur Zeit von Paul Atreides haben nur die wenigsten Menschen je einen Navigator zu Gesicht bekommen. Das kommt daher, dass die Navigatoren stets inkognito bleiben wollen und eine Begegnung mit einem Außenstehenden störende Einwirkungen auf die Konzentrationsfähigkeit der Navigatoren haben könnte. Einzelne Mitglieder der Gilde treten aber auch als Diplomaten und Politiker auf, die sich auch an Verschwörungen beteiligen. Die voll ausgebildeten Navigatoren und Steuermänner benötigen eine ständige Zufuhr von Gewürz und sind durch körperliche Mutation nicht mehr in der Lage, die Schwerkraft eines Planeten zu ertragen. Deshalb reisen sie in großen Tanks, in denen künstliche Schwerelosigkeit herrscht und die mit gasförmiger Gewürz-Melange gefüllt sind.
In den letzten zwei Bänden der klassischen Serie hat die Raumgilde, aufgrund der Erfindung von Navigationscomputern durch die Ixianer (die keine eigene KI besitzen und damit nicht gegen die zu jener Zeit sowieso schon halb vergessenen Regeln von Butlers Manifest verstoßen) und ähnlicher, eigener Systeme der Geehrten Matres, bereits so an Macht und Bedeutung verloren, dass die Geehrten Matres das Gildenzentrum Junction übernehmen und zu ihrer eigenen Festung machen. Frank Herbert lässt das geschehen, ohne auch nur einen Widerstand der Gilde am Rande zu erwähnen, welcher aber auch aufgrund fehlender militärischer Mittel auch nicht wirklich möglich gewesen wäre. Da die Gilde das Reisemonopol innehatte, war sie vorher niemals auf militärische Schlagkraft angewiesen (wer sie bedrohte, wurde schlichtweg auf seinem Planeten festgesetzt, wie oben bereits erwähnt nicht mehr befördert und konnte nur noch auf interplanetarische Raumfahrt zurückgreifen) und besaß daher, abgesehen von den nur leicht bewaffneten Sicherheitskräften auf den Heighlinern, auch nie eigene Streitkräfte.

### Ixianer
Die Ixianer leben auf dem Planeten IX und sind eine High-Tech-Zivilisation, welche sich der Forschung und der Ingenieurskunst verschrieben hat. Ihre Navigationsmaschine für Nicht-Schiffe (zweiter Zyklus) kann wohl als ihre bedeutendste Erfindung angesehen werden, da sie die Unabhängigkeit der Raumfahrt vom Gewürz und der Raumgilde ermöglicht. Ihre Forschung steht allerdings stets im Verdacht, gegen das Gebot „Du sollst keine Maschine nach deinem geistigen Ebenbild machen“ (Rayna Butlers Manifest) zu verstoßen.
Die Ixianer werden meist als etwas arrogante, leicht dekadente Geschäftsleute dargestellt, die sich vor allem für den kommerziellen Erfolg ihrer Industrie interessieren. Sie lieben Luxus und eine verfeinerte Lebensart und versuchen meist, sich aus politischem Händel herauszuhalten.
Die Produkte der Ixianer sind technische Geräte und Waffen aller Art und sie bauen auch die Schiffe für die Raumgilde. In den zwei letzten Bänden der klassischen Serie tauchen auch Geräte der Ixianer auf, die von und/oder für die Geehrten Matres in der Diaspora nachgebaut und modifiziert wurden.

## Technik

### Fahrzeuge

#### Sandkriecher
(Auch Ernter oder Erntefabrik): allgemeine Bezeichnung für selbsttätig arbeitende Maschinen zum Gewürzabbau. Dies sind sehr große (oft 120 m × 40 m) Abbaugeräte, die deshalb Kriecher genannt werden, weil sie sich wie eine Art Raupe auf Ketten bewegen. Späher in Ornithoptern achten auf Wurmzeichen, um einem Wurmangriff mittels Carryall zu entkommen. Auch Schmuggler nutzen diese Fahrzeuge, um Spice abzubauen. Später werden fliegende Erntefabriken entwickelt, die schwebend mit Schläuchen den gewürzhaltigen Sand fördern, um so den Wurmangriffen zu entgehen.

#### Ornithopter

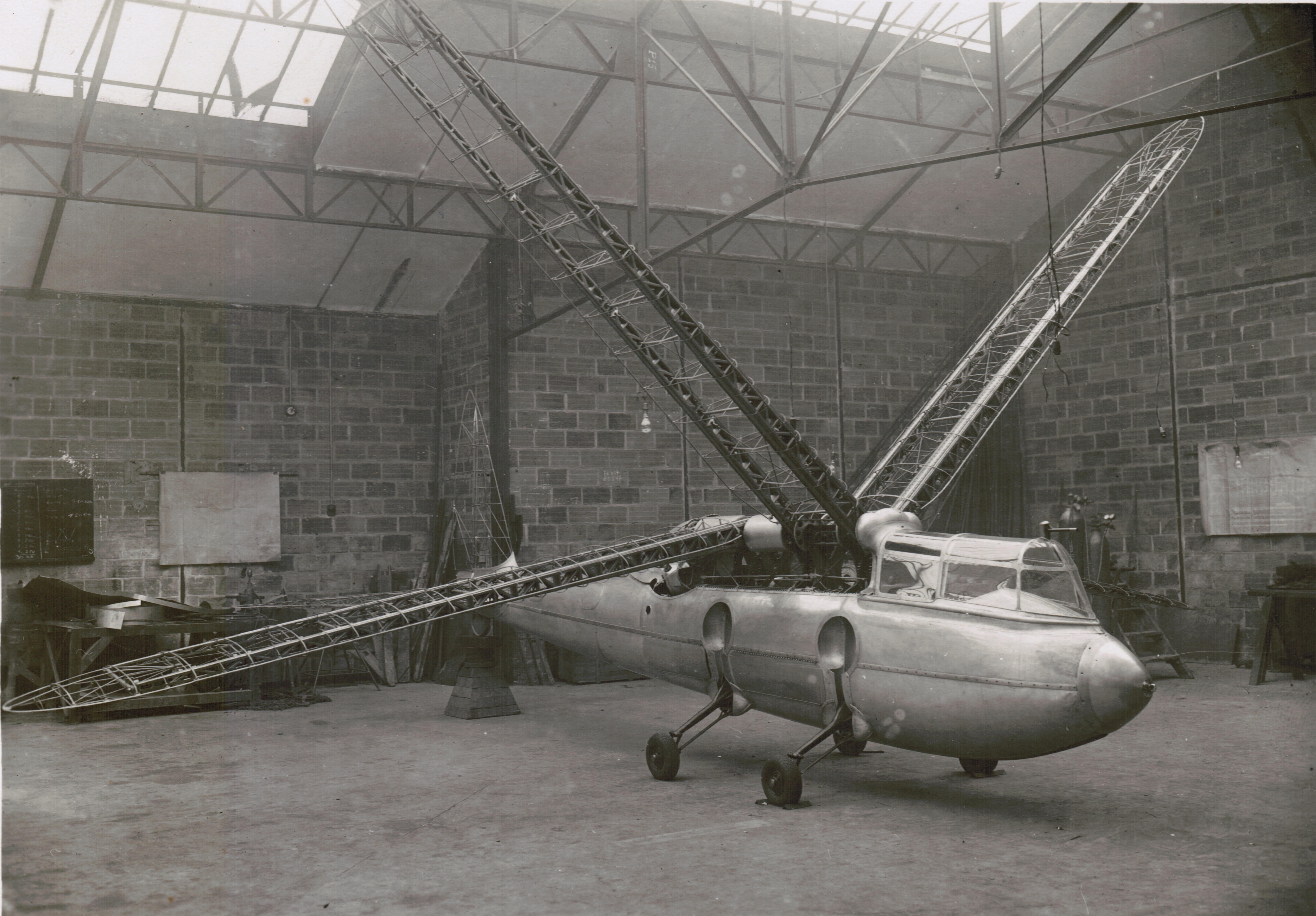
Riout 102T Alérion von 1937, mögliche Inspiration der Ornithopter

Ornithopter (meistens Thopter): Flugmaschine, deren Fortbewegungsart auf der Imitation des Vogelfluges basiert. Frank Herbert beschreibt die Thopter nicht näher, es ist lediglich von Flugmaschinen die Rede, die auch über einem Punkt schweben können und die im Normalfall nicht bis in den Weltraum gelangen können.

#### Carryall
Eine fliegende Maschine, die die Erntemaschinen auf „Dune“ transportiert und sie hochhebt, falls ein Wurm angreift.
Ein Carryall wird in der Regel von einem Flugteam, das aus bis zu sechs Erntemännern besteht, geflogen. Die Maschine ist – je nach Ausführung – in der Lage, eine oder zwei Erntemaschinen aufzunehmen.
Wird von einem Späher ein neues Spice-Feld in der Wüste entdeckt, werden Carryalls herangeführt, die ihre Ernter auf dem orangefarbenen Spice-Sand absetzen. Das rhythmische Stampfen der Erntemaschinen während des Ernteprozesses ist für Sandwürmer über weite Entfernungen spürbar. Hat ein Sandwurm diese Vibrationen aufgenommen, greift er instinktiv die Erntemaschine an. Kommt der Wurm in die Nähe eines Ernters und dicht unter die Sandoberfläche, gibt es sogenannte „Wurmzeichen“ in Form statischer Entladungen im Sand. Entdeckt ein Späher diese Blitze, fordert er einen Carryall an, um den Ernter hochzuheben, bis der Wurm abgezogen ist.
Als das Haus Atreides die Herrschaft über Arrakis übernimmt, gibt es mehr als 1000 Carryalls auf dem Wüstenplaneten. Viele davon sind reparaturbedürftig, jedoch reicht nur rund ein Drittel der Flotte aus, um sich um alle auf dem Planeten eingesetzten Erntemaschinen zu kümmern.

### Raumschiffe
Raumschiffe mit konventionellen Antrieben wurden zwar stetig verbessert, weite Reisen durch den Raum dauerten aber dennoch Wochen oder Monate. Kriegsführung, Politik und Handel veränderten sich jedoch maßgeblich, als die von Norma Cenva entwickelten Faltraumschiffe sehr schnelle Reisen über fast beliebige Entfernungen ermöglichten. In Dune wird dazu eine auch aus anderen SF-Welten bekannte spekulative Technologie verwendet: statt schneller als das Licht zu werden, überbrücken Schiffe große Distanzen durch „Abkürzungen“, die in Dune „Faltraum (Foldspace)“ heißen und in anderen Büchern und Filmen meist als „Hyperraum“ bezeichnet werden.

#### Raumer
Anderes Wort für Raumschiff. Meistens sind damit große Schiffstypen gemeint.

#### Brecher
Der Brecher ist ein militärisches Raumschiff, das sich aus kleineren Schiffen zusammensetzt, die, sobald sie auf den Gegner treffen, sich auf ihn stürzen und zerschmettern.

#### Ballista
Diese schweren Kampfschiffe bilden das Rückgrat der Flotte des Djihad in der Zeit des Kampfes gegen die Denkmaschinen. Sie sind schwer bewaffnet und können mit Holtzmann-Schilden aufgerüstet werden.

#### Javelin
Mittelschwere Kreuzer der Djihad-Flotte. Dienen auch als Startplattform für Kindjal-Bomber. Vorian Atreides hat einen Javelin als Flaggschiff.

#### Kindjal
Die kleinen, für einen einzelnen oder zwei Piloten ausgelegten Kindjal-Raumer sind in zwei Varianten bekannt: als Jäger und als Bomber. Sind wohl am ehesten mit Jagdbombern zu vergleichen.

#### Monitor
Ein zehnteiliges Schlachtschiff mit schwerer Bewaffnung und starker Schildabschirmung. Es kann nach der Landung in seine zehn Bestandteile zerlegt werden, die dann einzeln wieder starten können.

#### Fregatte
Bezeichnung für das größte Raumschiff, das fähig ist, auf einem Planeten zu landen, und starten kann, ohne dass es zuvor zerlegt werden muss. Baron Wladimir Harkonnen nutzte einen solchen Raumschifftyp als Flaggschiff während des Angriffes gegen das Haus Atreides auf Arrakis.

#### Leichter
Eine Fregattenart. Baron Wladimir Harkonnen nutzte eines als Flaggschiff beim Angriff auf Arrakis. Die Raumfahrergilde nutzt sie, um auf Planeten zu landen.

#### Heighliner
Die mächtigen Faltraum-Schiffe der Raumfahrergilde sichern seit dem Ende von Butlers Djihad den interstellaren Transport. Sie sind eigentlich riesige, mit Holtzmann-Generatoren ausgestattete Hüllen, an die unzählige kleinere Schiffe andocken und dann ins Zielgebiet transportiert werden können. Allerdings können Heighliner auch Passagiere ohne eigenes Schiff, Truppenkontingente, Ausrüstung, Fahrzeuge, Post und andere Fracht transportieren. Die Länge eines Heighliners kann variieren: Manche sind etwa fünf Kilometer lang, andere, spezielle Heighliner sollen sogar noch viel länger sein. Für Jahrtausende musste jeder Heighliner von einem Gilde-Navigator gesteuert werden, bis ixianische Technologie schließlich den lebenden Navigator ersetzen konnte. Sie werden auf IX und Richese hergestellt, beide Planeten und Häuser konkurrieren um die besseren Modelle. IX kann diesen Konkurrenzkampf durch Entwicklung und Einführung eines neuen Modells vorläufig entscheiden.

#### Harkonnen-Fregatten
Sie bilden das Rückgrat der Raumflotte der Harkonnen und sind hinsichtlich der Feuerkraft den Atreides-Zerstörern unterlegen – aber dafür im Normalraum schneller und wendiger. Die Harkonnen transportieren mit diesen Fregatten auch Truppen, Waffen und sonstiges Personal. Später wird diese Klasse wegen ihrer auffälligen Mängel ausgemustert und hat nichts mehr mit den späteren Fregatten gemein, die Baron Wladimir Harkonnen auf Arrakis benutzte.

#### Atreides-Zerstörer
Der Zerstörer ist das stärkste Schiff der Atreides. Er kann sowohl für den Kampf im All als auch für Planeten-Bombardements verwendet werden. Aufgrund des Verbotes von Atomwaffen ist seine Bewaffnung ausschließlich nichtnuklear.
Sowohl der Atreides-Zerstörer als auch die Harkonnen-Fregatte werden explizit nur in den Frühen Chroniken erwähnt. Dort fand in den Schiffsbuchten eines Heighliners ein Scharmützel statt, das von den Harkonnen mit Hilfe eines Nicht-Schiffs provoziert wurde. Das Nicht-Schiff, gesteuert von Glossu Rabban, feuerte von einer nahe dem Atreides-Zerstörer gelegenen Position aus auf ein Schiff der Bene Tleilax, um dies wie einen Revanche für den Angriff auf IX aussehen zu lassen. Der an Bord befindliche Herzog Leto I. Atreides übergab den Vorfall dem Landsraad zur Klärung und obsiegte dank der Unterstützung des damaligen Kronprinzen Shadaam Corrino, später Imperator Shadaam IV. In den später spielenden, älteren Bänden werden diese Schiffstypen nicht mehr erwähnt.

#### Nicht-Schiffe
Nicht-Schiffe lassen Gedankenströme der darin befindlichen Menschen nicht aus sich heraus. Damit sind die Insassen für mit mentalen Sondierfähigkeiten ausgestattete „Wahrsager“, nicht auffindbar. Die Schiffe lassen sich auf geringe Entfernung mit konventionellen Methoden aufspüren. In Anbetracht der riesigen Entfernungen im Weltraum sind sie aber de facto unsichtbar, weil ihre Besatzung für die auf langen Strecken wirksame Wahrsagerei unsichtbar ist. Die Flugbahn eines Nicht-Schiffes kann für kurze Zeit anhand der Antimaterierückstände zurückverfolgt werden. Piloten können durch häufige Kurswechsel jede Verfolgung verhindern.
Sie haben eine Mindestlänge von 145 Metern und es gibt Exemplare, die bis zu einigen Kilometern groß sind. Die maximale Größe ist aber unbeschränkt. Jedes Nicht-Schiff ist mit einer (wahrscheinlich elektronischen) Steuereinheit gekoppelt, die es ermöglicht, ohne Gilden-Navigator durch den Faltraum zu navigieren. Damit wird durch die Nicht-Schiffe eine Raumfahrt ohne Bedarf für Gewürz möglich. Die meisten in Dune beschriebenen Nicht-Schiffe sind schwer bewaffnete Kriegsschiffe.
In Frank Herberts klassischen Dune-Büchern tauchen die ersten Nicht-Schiffe erst gegen Ende der Herrschaft des Gottkaisers Leto II. (Ende des vierten Bandes) auf. Leto lässt ihre Entwicklung durch die IXianer zu. In den letzten zwei Bänden sind die Schiffe dann allgemein verbreitet und haben die Gilde-Raumfahrt bereits zurückgedrängt. In den von Brian Herbert und Kevin Anderson 25 Jahre nach dem letzten Band von Frank Herbert verfassten zwei „Chroniken“ („Das Haus Atreides“ und „Das Haus Harkonnen“) benutzt „Die Bestie“ Glossu Rabban das erste Nicht-Schiff, um unerkannt Verbrechen begehen zu können. Das Schiff wird später durch die Bene Gesserit bei einer unüberlegten Aktion Rabbans zum Absturz gebracht und als Druckmittel für ihre politischen Machenschaften gegen Baron Harkonnen genutzt.
Da das absolute Monopol der Gilde für weitreichende Raumfahrt eine wesentliche Säule der Weltkonstruktion Herberts darstellt, stehen die Nicht-Schiffe auch für die freie Entfaltung schöpferischer Kraft, die als ewig angesehene Machtverhältnisse aufzubrechen vermag.

### Waffen

#### Maschinengewehre
Selbst zur Zeit des Bandes Die Ketzer des Wüstenplaneten, werden noch Maschinengewehre verwendet. Die Truppen der Bene Gesserit nutzen sie in ihrem Festungskomplex auf Gammu (früher Giedi Primus) und legten an deren strategisch wichtigen Punkten MG-Nester an.

#### Maulapistolen
Eine für den Zweikampf geschaffene Waffe, welche bei Assassinen und Guerillakämpfern beliebt war. Sie verschießen Giftbolzen durch Federkraft bis zu vierzig Meter weit.

#### Jäger-Sucher
Der Jäger-Sucher ist eine kleine, pfeilähnliche Drohne, die auf Bewegung und Schall reagiert. Aus der Nähe ferngesteuert, wird er häufig verwendet, um Adelige und deren Kinder umzubringen. Der Jäger-Sucher bohrt sich in den Körper und zerstört lebenswichtige Organe. Paul Atreides zerstört ein solches Modell, indem er den Kopf des Gerätes gegen die Wand stößt, den Bohrer abbricht, den Sucher zerstört und das gesamte Gerät in Wasser versenkt.

#### Lasguns
Lasguns sind Laserwaffen, die Energie in einen durchgehenden Strahl bündeln. Dieser Strahl zerschneidet fast alle Materie, außer der Haut von Sandwürmern. Trifft ein Strahl einer Lasgun einen Körperschild, kommt es zu einer pseudonuklearen Reaktion, bei der Schild und Lasgun unter Freisetzung ihrer gesamten Energie explodieren. Die Familie Atreides und die Truppen des Imperators verwendeten Lasguns als Kurzstreckenwaffen.

#### Steinbrenner
Steinbrenner sind Atomwaffen, weshalb ihr Einsatz gegen Menschen durch die Große Konvention verboten ist. Sie sind lediglich zum Wegräumen von geografischen Hindernissen erlaubt. Beim Einsatz eines Steinbrenners entsteht ein hochenergetischer Strahl, der stark genug sein kann, um planetare Krusten zu durchbrechen, was zu Vulkanausbrüchen führen kann.
Steinbrenner setzen Strahlung frei, welche das Gewebe im menschlichen Auge zerstört. Neben einigen Kriegsveteranen lässt Frank Herbert auch Paul Atreides durch ein mit einem Steinbrenner ausgeführtes Attentat erblinden. Ein weiterer Einsatz wird von Brian Herbert und Kevin Anderson in den „Chroniken“ beschrieben: Dominic Vernius ist von imperialen Truppen umstellt. Da er keine Fluchtmöglichkeit sieht, setzt er einen Steinbrenner ein, um nicht in die Hände der Sardaukar zu fallen.
Jedes große Haus hat mehrere Modelle dieser Waffen in seinem Arsenal, außerdem werden sie für den Fall eines außerirdischen Angriffs (obwohl in den Romanen nie Außerirdische vorkommen) gelagert.

#### Artillerie
Baron Wladimir Harkonnen sandte für den bevorstehenden Angriff seine Geheimwaffe von seinem Lehen Giedi Primus nach Arrakis: Artillerie mit Sprenggeschossen. Er nahm die Truppen Herzog Letos unter Beschuss, tötete viele und brachte die Höhlen, in denen sie sich verschanzt hatten, zum Einsturz. Sie wurden verschüttet und damit dem Tod ausgesetzt. Da Herbert seine Figuren Schutzschilde verwenden lässt, die den Einsatz von Schusswaffen weitgehend nutzlos machen, stellt der Einsatz altertümlicher Kanonen einen Überraschungseffekt dar. Harkonnen vermied durch den Artillerieeinsatz die sonst wegen der Schutzschilde unvermeidlichen Nahkämpfe, schonte dadurch seine Soldaten und die verbündeten Sardaukar des Imperators. Nach dem Einsatz sandte er sie wieder nach Giedi Primus zurück.

#### Schilde
Schilde, oft auch als Körperschilde bezeichnet, sind transparente Energiefelder, die Materie ab einer bestimmten Geschwindigkeit, die durch den Schild dringen will, zurückwirft. Trifft ein Energiestrahl auf den Schild und ist der Schild stark genug, um den Energiestrahl zurückzuwerfen, werden sowohl Schütze als auch der Beschossene in einer pseudonuklearen Explosion vernichtet. Die Lasgun-Schild-Interaktion war mit ein Grund für die Wiedereinführung des Kampfes Mann gegen Mann in Kriegszeiten bis zur Zeit von Leto II. Atreides.
(Siehe auch Lasgun.)
Sollte zu viel Materie mit zu hoher Geschwindigkeit gleichzeitig auf den Schild treffen und die Energie des Schildes nicht ausreichen, um die Energie der auftreffenden Materie abzuwehren, kann der Schild zusammenbrechen.
Sandwürmer reagieren auf die Abstrahlung der Schilde extrem aggressiv und werden über viele Kilometer von ihnen angelockt. Deshalb, aber auch wegen der schwierigen Anwendung in Wüstengebieten (Sandwind), können sie in der Wüste nur begrenzt eingesetzt werden. Die Fremen lehnen einen Einsatz von Schilden grundsätzlich ab. Allerdings stellten sie den Sardaukartruppen des Imperators im großen Gewürzkrieg mehrmals gekonnt Schildfallen. Dies trieb den Sardaukar sehr schnell den Einsatz von Lasern aus.

#### Pseudo-Schilde
Sind speziell für den Einsatz auf Arrakis konstruierte Sabotagegeräte. Sie erzeugen ein unbrauchbares Energiefeld und emittieren Strahlung, welche Sandwürmer wütend macht und anlockt.

#### Semi-Schild
Ein hauptsächlich bei Gladiatorenwettkämpfen benutzter Schild, welcher nur eine Seite des Körpers abdeckt.

#### Crysmesser
Crysmesser (oder Krismesser) sind eine traditionelle Waffe der Fremen und werden aus den Kristall-Zähnen toter Sandwürmer gewonnen. Sie können an eine Person gebunden oder ungebunden sein, man spricht in ersterem Fall von einer Fixierung. Gebundene (fixierte) Messer lösen sich ohne Kontakt zu ihrem Besitzer (oder auch nach dessen Tod) innerhalb von wenigen Stunden auf und müssen daher immer am Körper getragen werden. Ungebundene sind dagegen unbegrenzt haltbar.
Crysmesser haben eine scharfe, gebogene, ca. 20 cm lange Klinge. Ihr Aussehen ist milchig-weiß und sie leuchten bei Dämmerung. Sie können unter extremen Belastungen brechen, sind aber unter normalen Bedingungen sehr robust.
Crysmesser sind den Fremen heilig. Eine gezogene Waffe nur zu sehen, bedeutete für viele Außenstehende den sicheren Tod durch die Hand eines Fremen, da die Messer traditionellerweise Blut kosten müssen, sobald sie gezogen werden. Daher kommt es vor, dass Fremen sich deshalb selbst einen (ungefährlichen, aber auf jeden Fall blutenden) Schnitt in die Handfläche versetzen, wenn sie das Messer ziehen, ohne damit jemanden töten oder verletzen zu wollen (zum Beispiel, um es vorzuzeigen).

#### Gom Jabbar
Auch „der gnadenlose Feind“ genannt. Ist eine in Gift getränkte Nadel, welche hauptsächlich beim Menschlichkeitstest der Bene Gesserit Anwendung findet. Paul Atreides wurde kurz vor dem Aufbruch nach Arrakis von der Ehrwürdigen Mutter Gaius Helen Mohiam auf Caladan diesem Test unterzogen.

### Sonstiges

#### Axolotl-Tank
In Axolotl-Tanks können die Tleilaxu Klone und Klone aus den Zellen von Toten, sogenannte Ghola, heranziehen. Später ist es ihnen sogar möglich, darin künstliches Gewürz (Spice) herzustellen. Diese Fähigkeiten verleihen den Tleilaxu eine erhebliche Macht. Nachdem am Ende des 5. Bandes der Wüstenplanet durch die Geehrten Matres zerstört wurde, stellen die Tanks die einzige verbliebene Quelle für das Gewürz dar. Der Ursprung dieser Tanks wird in den Abschlussbänden von Brian Herbert aufgeklärt; es handelt sich um die Frauen der Tleilaxu.
Die Verwendung von Frauen als biotechnologische Maschinen trägt zum fanatischen Hass der (weiblichen) Geehrten Matres gegen die Tleilax bei.

#### Nicht-Raum
Es handelt sich bei Nicht-Räumen um Gebäude, die man weder durch Sensoren, Messinstrumente oder mittels hellseherischer Kräfte aufspüren kann. Geradezu perfekt geeignet, um etwas oder jemanden zu verbergen. Der erste oder einer der ersten Nicht-Räume war das Lagerhaus Letos II. als Aufbewahrungsort seiner Journale, Aufzeichnungen und ixianischer Gerätschaften auf Arrakis (später Rakis genannt). Es war unsichtbar, tief vergraben, nahm Strahlung auf und absorbierte sie, um den natürlichen Charakter seiner Umgebung zu simulieren, eine mechanische Nachahmung eben.
Aber auch die Harkonnens besaßen auf Giedi Primus (später Gammu genannt) einen geheimen kugelförmigen Nicht-Raum, der im Innenraum mit erotischen Darstellungen und Verzierungen versehen worden war. Sie war ca. 200 Meter im Durchmesser groß. In dieser luxuriösen begehbaren Kugel lagerten unter anderem (inzwischen veraltete, aber noch funktionstüchtige) antike Lasguns, Wasser, Nahrung, Kleidung und die Stammbaum-Chronik der Harkonnens. Sie war auch nach tausenden Jahren noch völlig intakt, funktionsfähig und kostete mitsamt Ausstattung ein Vermögen. Dessen Bauarbeiter wurden von den Harkonnens getötet, um das Geheimnis zu wahren und ihre Skelette wurden in ihr in Plaz-Glassärgen eingebettet. Sie hatte unter anderem Lagerräume, einen Übungsraum mit Kampftrainingsmaschinen, Schlafzimmer, eine Bibliothek und eine Küche. Genutzt wurde sie von den Harkonnens nicht, sondern eher vorsichtshalber angelegt und geriet in Vergessenheit. Laut Miles Teg war sie vermutlich viel älter als das Lagerhaus von Leto II. Auch wird von Miles Teg und Lucilla vermutet, dass Leto II. von dessen Bau gewusst haben muss, aber wohl die Harkonnens gewähren ließ, damit sie sich finanziell verausgabten und möglicherweise voraussah, dass sie von seinen Getreuen in ferner Zukunft auf der Flucht gebraucht wird.

#### Destillanzug
Schutzbekleidung der Fremen, deren besondere Konstruktion eine Wiederverwendung der Körperflüssigkeiten erlaubt und so den Flüssigkeitsverlust auf unter fünfzehn Milliliter pro Tag reduziert. Zusätzlich kühlt er den Träger. Weniger effiziente Varianten wurden in den Manufakturen der arrakisianischen Peones hergestellt.

#### Destillzelt
Zeltähnliche Schutzvorrichtung gleicher Herstellungsart zur Erzeugung von Trinkwasser aus der Feuchtigkeit des Atems seiner Insassen.

#### Giftschnüffler
Sind kleine am Tisch oder an der Wand angebrachte Geräte, die die Aufgabe haben, nach Giften in ihrer Nähe zu suchen.

#### Klopfer
(Auch Plumpser genannt) ist ein spitzer Pflock aus Gewürzplastik, an dessen oberem Ende eine Klappergeräusche erzeugende Feder befestigt ist. Diese Erfindung wird in Berichten der Zensunni dem Naib Trekam vom Sietch Alraab zugeschrieben. Das Gerät wurde in die kompaktere Luvseite einer Düne gerammt und diente zum Anlocken eines Sandwurms.

#### Kom
Kleines, ins Ohr eingesetztes Funkgerät.

#### Pilingitam
Eine Baumart, die auf Giedi Primus/Gammu wächst, und die von superreichen Hochadligen als exquisites Edelholz hoch geschätzt wird. Pilingitam werden in Forstbetrieben gepflanzt und sehr teuer exportiert.

#### Plastahl
Außer Holz kommt in den Büchern kaum noch ein aus unseren Tagen bekanntes Baumaterial zum Einsatz. Meist schreibt Herbert von nicht näher erklärten Kunststoffen, deren Namen er meist mit Anklängen an Plastik bildet. Plastahl ist Stahl, der mit „Stradiumfasern“ verstärkt ist. „Plaz“ steht für glasartige Materialien etc.

#### Leuchtglobus
Eine organische, phosphoreszierende und meistens kugelförmige Lichtquelle, welche durch ein Suspensorenfeld in der Schwebe gehalten wird.

#### Baliset
Es handelt sich hierbei um ein neunsaitiges Instrument, welches der alt-terranischen Gitarre ähnelt. Es wird überwiegend von Troubadouren und Adligen gespielt.

#### Solari
Der Solari (Mehrzahl: Solaris) ist die offizielle Währung des Imperiums. Seine Kaufkraft wird alle 25 Jahre vom Imperator, der Raumgilde und dem Landsraad neu festgelegt.

## Lebewesen

### Laza-Tiger
Laza-Tiger sind eine Zuchtform der irdischen Tiger. In Die Kinder des Wüstenplaneten werden zwei Exemplare mit Steuerungseinheiten im Gehirn eingesetzt, die die Zwillinge Ghanima und Leto II. umbringen sollen.

### Sandforellen
Sandforellen sind junge, unreife Sandwürmer in einer halb tierischen, halb pflanzlichen Form. Für sie gilt noch keine Wassertoxizität. Vielmehr spüren sie alles Wasser auf dem Planeten auf und kapseln es in ihrem Körper ein, um einigen Artgenossen die Weiterentwicklung zu Sandwürmern zu ermöglichen, für die Wasser giftig ist. Die Fremen sammeln solche Sandforellen, destillieren sie und verwenden ihr Wasser und ihre Gewürzessenz.

### Sandwürmer
Der Sandwurm oder Shai-Hulud, auch „Der Alte Mann“ und später auch Shaitan („Satan“) genannt, spielt eine zentrale Rolle in allen Dune-Büchern. In ihrem Sandforellenstadium verwandelten sie mittels Wasser-Absorption nach und nach den gesamten Planeten in eine einzige Wüste. Neben den großen Sandwürmern gibt es auch eine kleinere Unterart. Sie durchleben mehrere Entwicklungsstadien von der halb tierischen, halb pflanzlichen, gallertartigen Sandforelle über den „Kleinen Bringer“, eine halbwüchsige Form mit einigen Metern Länge, bis hin zum adulten Tier, das von 400 Meter bis zu mehreren Kilometern Länge erreichen kann. Sandwürmer sind an der Entstehung der Melange ursächlich beteiligt. Sie scheiden die Vorgewürzmasse aus, die sich dann in Gewürzblasen sammelt und zu Melange fermentiert. Bei der unvermeidlichen Gewürzeruption solcher Blasen vermischt sich die Melange mit dem darüber liegenden Sand und kann geerntet werden. Adulte Tiere leben in klar abgegrenzten Revieren. Sie fressen alles, was ihnen in die Quere kommt, von Menschen bis hin zu gigantischen Gewürzerntemaschinen, aber hauptsächlich ernähren sie sich von Sandplankton. Der Stoffwechsel dieser riesigen Sandwürmer produziert Hitze und Sauerstoff durch Umsetzung von Siliziumphosphat, deren Abfuhr durch das Maul ein waberndes Leuchten erzeugt. Die Fremen benutzen die Würmer seit der Zeit von Selim Wurmreiter als Transportmittel. Sie locken die Tiere, anfangs mit Trommeln, später mit automatischen Klopfern, Plumpern oder Pseudo-Holtzmannschilden, besteigen sie mit Hilfe von Haken und halten dann die Ringsegmente des Wurmes offen. Damit kein Sand hinein gerät, hält der Wurm sie oben und taucht nicht mehr ab. Auf ihnen reitend, überwinden die Fremen weite Strecken in kurzer Zeit.
Sandwürmer sind braungrau, haben keine Augen und einen dreiteiligen Mund mit tausenden kristalliner Zähne. Diese Zähne nutzen die Fremen als Crysmesser und halten sie in hohen Ehren. Einen Wurm tötet man entweder durch Ertränken, durch das Abtöten jedes einzelnen Segments, den Einsatz von Atomwaffen, oder am einfachsten, man reitet ihn zu Tode. Später hält man Sandwürmer mit Wassergräben, sogenannte Qanate, auf Abstand, da sie Wasser scheuen.
Im Glauben der Fremen spielen die Würmer eine große Rolle. So kann der Wurm sowohl Gott, aber auch den Satan repräsentieren. In einer besonderen Zeremonie der Fremen wird ein junger Sandwurm in Wasser ertränkt und scheidet dabei das giftige Wasser des Lebens aus. Eine Ehrwürdige Mutter muss es dann in ihrem Körper zu einer ungiftigen Droge umwandeln, die die Fremen dann bei ihren orgiastischen Sietchversammlungen konsumieren.
Immer wieder wurde vergebens versucht, das arrakische Melange-Monopol zu brechen. Das Haus Corrino entführte einen ausgewachsenen Sandwurm und setzte ihn in Wüstengebiete auf Salusa Secundus aus. Fremen in Jakarutu verkauften Sandforellen an Außenweltler. Nur den Bene Gesserit gelang es irgendwann, einen Sandwurm erfolgreich außerhalb von Arrakis zu vermehren. Das Monopol fiel, als künstliche Melange sich einfach und massenhaft in den Axolotl-Tanks der Bene Tleilax herstellen ließ.
Funfact: Die Sandwürmer „Shai-Hulud“ sind Namensgeber für eine von Julien Kimmig und Rhiannon LaVine im Nordosten des US-Staates Utah entdeckte, etwa 506 Millionen Jahre alte Art eines fossilen Ringelwurms, die als Shaihuludia shurikeni bezeichnet wurde. Der zweite Namensteil wurde in Anlehnung an das Aussehen des Wurms gewählt, das Ähnlichkeit mit den als Shuriken bekannten japanischen Wurfsternen hat.

### Stuhlhunde
Hunde, die aufgrund ihrer Züchtung als Stühle verwendet wurden. Sie passen sich automatisch an die Körperform des Benutzers an und bieten ein optimales Sitzgefühl. Einige Charaktere der Bücher lehnen diese lebenden Maschinenmöbel ab. Besonders Miles Teg zeigt eine starke Abneigung gegen Stuhlhunde.

### Biondax-Wale
Eine Walart auf dem Planeten Lankiveil, der den Harkonnen gehört. Die Biondax sind mit Pelzen ausgestattet, damit sie in den sehr kalten Meeren auf Lankiveil nicht erfrieren. Der Handel mit ebendiesen Pelzen hat den Grundstock für den Reichtum der Harkonnen gelegt und es ihnen so letztendlich ermöglicht, einen Adelstitel zu erwerben. Die meisten Biondax sind goldfarben, viel seltener sind die Tiere gepunktet wie Leoparden. Sehr wenige sind schneeweiß. Deren Pelze sind entsprechend besonders begehrt. Werden Biondax an Stellen, an denen sie sich zur Vermehrung aufhalten, gejagt und angegriffen, kehren sie nie mehr dorthin zurück. Glossu Rabban sorgt durch einen solchen Akt für die Verarmung und Umsiedelung eines ganzen Landstriches an der Küste, als er mehrere Wale aus Langeweile dort tötet.

### Ghola
Ein von den Bene Tleilax in Axolotl-Tanks gezüchtetes, menschliches Duplikat.

## Butlers Djihad
Butlers Djihad ist der Kampf der freien Menschheit gegen die Maschinen, er wird in allen Büchern erwähnt und in den Legenden beschrieben. Er wird auf der Erde von Serena Butler und Iblis Ginjo ausgelöst, nachdem Erasmus Serenas Sohn Manion getötet hat. Er endet mit der vermeintlich völligen Vernichtung der Denkmaschinen unter der Führung des Computer-Allgeistes Omnius. Dieser und Erasmus tauchen allerdings über 15.000 Jahre später nochmals auf, sie hatten sich in einer schier unvorstellbaren Entfernung in Sicherheit gebracht und dort neu aufgerüstet. In dieser Zeit lernte auch Omnius, Emotionen zu haben.

### Orange-Katholische Bibel
Auch O.-K. Bibel genannt. Dabei handelt es sich um eine überarbeitete Mixtur alter heiliger Schriften der Menschheit. Sie gilt als „fundamentale heilige Schrift des Imperiums“.

## Drogen

### Gewürz (Spice)
Gewürz bzw. englisch Spice, auch Melange (Mischung) genannt, ist eine bewusstseinsverändernde, suchterzeugende Droge, die von Sandwürmern und Sandforellen auf Arrakis produziert wird und während der ersten Trilogie nicht künstlich erzeugt werden kann. In der zweiten Trilogie gelingt es den Tleilaxu, mit Hilfe ihrer Axolotl-Tanks künstliches Gewürz herzustellen. Die Suchtgefahr ist bei starkem Konsum sehr hoch und kann bei übermäßigem Konsum Mutationen des Körpers (wie zum Beispiel bei den Navigatoren) verursachen. Es färbt das Weiße in den Augen blau. Das Gewürz hat lebensverlängernde Wirkung, gibt dazu veranlagten Personen hellseherische Fähigkeiten und verbessert die Immunkraft. Nach seiner Entdeckung während des Maschinenkreuzzuges wird das Gewürz zur Basis der menschlichen Zivilisation. Ohne das Gewürz würde es keine Hellseher und wahrscheinlich auch keine Mentaten geben. Ohne die ständige Einnahme von Gewürzgas würden die Navigatoren der Raumgilde nicht in die Zukunft sehen und damit die Faltschiffe sicher navigieren können. Dieses spezielle Problem lösen die Ingenieure von IX in einer späteren Zeit (zweite Trilogie) durch die Entwicklung und den Bau von Navigationsmaschinen und brechen damit gleichzeitig das Monopol der Raumgilde auf interstellare Reisen. Die Kontrolle über den Planeten Arrakis ist in der ersten Trilogie daher die Quelle aller Macht. Die Raumgilde und MAFEA kontrollieren den Handel mit dem Gewürz. Auf den Märkten des Imperiums wurde ein Dekagramm bereits mit 620000 Solaris gehandelt.
Das Gewürz ist ein rötlich-braunes Pulver, das an Zimt erinnert, „bei jeder Einnahme aber anders schmeckt“. Die Navigatoren der Raumgilde atmen Gewürzgas, das ihre Kräfte erzeugt und zusätzlich noch verstärken kann. Viele Adelsfamilien und die Fremen benutzen Gewürz als Zutat für verschiedenste Speisen und Getränke. Die Fremen stellen aus Gewürz auch Sprengstoff, Baustoffe, Kleidung und Papier her.
Die Melange wird nicht nur von Machtgruppen wie den Navigatoren oder den Bene Gesserit eingesetzt, sondern im gesamten Dune-Universum von Milliarden Menschen konsumiert. Bei Entzug der Droge erleidet der Mensch furchtbare Schmerzen und bei besonders schwerer Abhängigkeit einen schmerzhaften Tod. Meist sterben süchtige Personen, die sich auf einer anderen Welt als Arrakis befinden und nicht ausreichend mit Gewürz versorgt werden. Auf Arrakis hingegen gibt es keine Entzugserscheinungen. Das Gewürz ist auf Arrakis allgegenwärtig – im Boden, in der Luft und im Wasser. Arrakis ist der einzige Planet im Universum, auf dem man vor den schlimmen Nebenwirkungen des Entzugs des Gewürzes jederzeit geschützt ist.

### Wasser des Lebens
Das Wasser des Lebens ist eine Flüssigkeit, welche Gift enthält, die ein Sandwurm im Augenblick des Ertrinkens bildet. So werden von den Fremen kleine Sandwürmer gefangen und ersäuft, um es zu gewinnen. Das aufgefangene Gift kann im Körper einer Ehrwürdigen Mutter neutralisiert werden. Sie versetzt sich dabei in einem Zustand tiefen Wissens. Daher wird es auch „erleuchtendes Gift“ genannt. Es wird so zu einem Narkotikum, das während der Tau-Orgie eines Sietch benutzt wird.

### Rachag
Rachag ist eine koffeinähnliche Stimulans, hergestellt aus den Beeren der Akarso-Pflanze.

### Sapho
Sapho [gespr. saffo] ist ein hochenergetisches, auf dem Planeten Ecaz gewonnenes Gewürzkonzentrat, das in erster Linie von Mentaten zur geistigen Stimulanz verwendet wird. Saphoschlucker sind an den rubinroten Flecken auf ihren Lippen zu erkennen.

### Semuta
Auch „Sternenlied“ genannt. Es handelt sich dabei um ein hochwirksames und suchterzeugendes Narkotikum. Es verfärbt die Augen rötlich und stellt einen ekstatischen Rauschzustand her, der jedoch bald wieder verfliegt und erneut nach Semuta verlangt. Die Wirkung der Droge, die durch Kristallextraktion aus der Elacca-Droge (den Verbrennungsrückständen des Elaccaholzes) hergestellt wird, wird durch Atonale Musik – sogenannte Semuta-Musik – verstärkt.

### Shere
Eine Droge die verhindert, dass während eines Verhörs mit Sonden aus den Gehirn- oder Körperzellen eines Opfers Informationen ausgelesen werden können. Die Geehrten Matres haben mit sogenannten T-Sonden einen Weg gefunden, die Wirkung von Shere zu umgehen.

## Gifte

### Chaumurky oder Musky
Ein Gift, das nur in Getränken oder Verbindung zu Flüssigkeiten wirkt. Imperator Elrood wird durch eine Vermischung zweier Gifte getötet, die zusammen Chaumurky ergeben.

### Chaumas oder Mas
Ein Gift, das nur in oder in Verbindung mit fester Nahrung wirkt.

### Residualgift
Ein Gift, dessen Erfindung dem Mentaten Piter deVries zugeschrieben wird, bei der das Opfer eine einmalige Giftgabe bekommt, gegen die wiederholt ein Gegenmittel verabreicht werden muss. Der Entzug des Gegenmittels führt unweigerlich zum Tod. Thufir Hawat wurde durch die Harkonnen mit diesem Gift vergiftet.

## Dienstgrade
- Burseg: kommandierender General der Sardaukar.
- Caid: steht über einem Bashar, aber noch unter einem Burseg. Caids sind Militärgouverneure eines planetaren Distrikt und beschäftigen sich hauptsächlich mit zivilen Angelegenheiten.
- Bashar (oft auch Colonel Bashar): Ein Bashar steht rangmäßig über einem Colonel, der Rang wurde extra für die militärischen Befehlshaber planetarer Subdistrikte geschaffen.
- Höchster Bashar: Kommandant aller Bashars und ranghöchster Offizier in den Streitkräften der Menschen. Der einzige in den Dune-Zyklen namentlich erwähnte Höchste Bashar ist Vorian Atreides, der Oberbefehlshaber der Armee des Djihad. Somit war er der militärische Anführer der Menschheit.
- Noukker: Ein Offizier der kaiserlichen Leibwache, der zusätzlich mit dem Imperator blutsverwandt ist. Daher ist Noukker auch der traditionelle Dienstgrad für die Söhne kaiserlicher Konkubinen.

## Titel

### Viceroy
Der Viceroy ist der gewählte Vorsitzende der Liga der Edlen. Sein Sitz liegt in Zimia auf Salusa Secundus. Aus dem Viceroy entsteht durch Verschmelzung mit dem Titel des erblichen großen Patriarchen des Djihads das Amt des Paddischah-Imperators. Die Familie Butler stellte mehrere Viceroys (Manion d. Ä., Serena und Faykan). Viceroy bedeutet Vize-König und stellt damit eine Position dar, die zwar die Macht innehat, aber nicht die absolute Gewalt, diese liegt bei den Delegierten des Parlaments. Der erste Viceroy war Bovko Manresa.

### Herzog
Ein Adelsrang im „Faufreluches“ genannten Kastensystem des Imperiums. Herzöge gebieten meist über mehrere Planeten. Bekannte Herzöge sind der „Rote Herzog“ Herzog Leto I., sein Vater, der „Alte Herzog“ Paulus, sowie Erzherzog Armand Ecaz aus einem mit den Atreides befreundeten Adelshaus.

### Baron
Ebenfalls ein Adelsrang im Imperium. Ein Baron stellt meistens einen planetaren Gouverneur dar. Vom Stand her steht er unterhalb des Herzogs, aber in diesem Fall sind die Harkonnen mächtiger, allerdings nur durch das heimliche Bündnis mit dem Imperator, außerdem herrscht das Haus Harkonnen über mehrere Planeten (es ist von mindestens vier die Rede) und besitzt eine starke Industrie, was sie reicher macht als die Atreiden mit nur einem Wasserplaneten.
Obwohl Wladimir Harkonnen allgemein unter dem Namen Baron Harkonnen bekannt war, lautete sein offizieller Titel Siridar-Baron (Siridar entspricht dem Rang eines planetaren Gouverneurs).

### Graf
Häufiger Adelstitel, der auch als Belohnung verliehen wird (vgl. mit dem Ritterschlag der britischen Königin). Graf Hasimir Fenring wurde dieser Rang verliehen, da er durch die Ermordung von Imperator Elrood dessen Sohn Shaddam IV. auf den Thron brachte. Ebenso wurde Gurney Halleck zum Grafen von Caladan ernannt, da es nach Paul keinen Herzog mehr geben sollte. Allerdings führten auch große Häuser diesen Titel, so unter anderem durch die Grafen Dominic, Rhombur und Bronso Vernius, Ilban Richese, Hunro Moritani, sowie Glossu Rabban.

### Imperator
Der Imperator ist der Herrscher über die Menschheit. In der Zeit des alten Imperiums herrscht das Haus Boro über die Galaxie, bis die Titanen und dann Omnius die Herrschaft übernehmen. Nach Ende der Maschinenherrschaft kommt das Haus Corrino an die Macht und stellt 81 Generationen lang den Padischah-Imperator (vom persischen Pādishāh, „Schah der Schahs“). Nach dem Abdanken Shaddams IV. wird Paul Atreides der neue Imperator; ihm folgt sein Sohn Leto II. als dreieinhalbtausend Jahre regierender Gottkaiser, mit dessen Tod das imperiale Zeitalter endet.
Der Herrscher wird auch mit den Ehrentiteln „Imperator des Bekannten Universums“ oder „Herrscher über eine Million Welten“ bezeichnet. Wichtigste Insignien seiner Herrschaft sind das Kommando über die Sardaukar und der im Thronsaal auf Kaitain befindliche Goldene Löwenthron. Während des zweiten Zyklus existieren keine Imperatoren mehr, dieser Titel ist zu jener Zeit ausgestorben, das Universum ist nicht mehr in einem Imperium vereint, sondern wurde unter verschiedenen Gruppierungen und Orden (Bene Gesserit, Geehrte Matres, Bene Tleilax) aufgeteilt, die alle untereinander um die Vorherrschaft im bekannten Universum ringen.

### Gottkaiser
Titel von Leto II. Atreides während seiner 3500 Jahre währenden Herrschaft über das Imperium. In dieser Zeit vollzieht sein Körper eine Symbiose mit dem Shai-Hulud, dem Sandwurm. Seine absolute Macht wird durch sein Spice-Monopol und seine weiblichen, fanatischen Fischredner-Legionen untermauert, die überall im bewohnten Weltraum Garnisonen betreiben. Er teilt den Bene Gesserit, der Raumfahrergilde und anderen gerade soviel Gewürz zu, dass die Ordnung im Imperium nicht zusammenbricht, da das ganze Imperium vom Spice abhängig ist. Auch hält er die nun bedeutungslosen Kleinen Häuser (Überreste der Hohen Häuser) am Leben. Er wirft die Planeten auf sich selbst zurück. Er erwirbt und nutzt verbotene ixianische Technologien, die laut Butlers Djihad verboten sind. Er tritt als Gott auf und verlangt absolute Unterwerfung, um die Menschheit auf einen „goldenen Pfad“ zu führen. Er sieht Vergangenheit, Gegenwart und Zukunft und scheint demnach allwissend. Nach dessen Tod und seiner als Terror empfundenen Herrschaft wird man ihn später Shaitan (Satan) und den großen Tyrannen nennen. Man erkennt später aber auch, dass diese Periode nötig war, damit die Menschheit überleben konnte. Er hatte Visionen, was die Menschheit ohne seine Unterdrückung tun würde: Er sah Soldaten in einem fernen Krieg, die sich vor übermächtigen Kampfrobotern in Schützengräben verschanzten, und erkannte, dass sich die Menschen schließlich gegenseitig auslöschen würden. Er selbst knechtete seine Untertanen so sehr, damit sie sich aus der mittlerweile über 15.000 Jahre andauernden Herrschaft des Imperiums befreien und so zu neuer Stärke finden konnten. Denn durch die Jahrtausende der Unterdrückung hatte die Menschheit verlernt, für ihre Freiheit zu kämpfen, durch Leto lernten sie dies wieder.

## Sprachen

### Bhotani Jib
Die Bezeichnung bedeutet Bhotani-Dialekt. Die Bhotani waren Söldner-Assassinen im ersten Assassinenkrieg. Sie sprachen u. a. eine damalige Form des Chakobsa und hatten wesentlichen Einfluss auf diese Sprache. Die Bene Gesserit Jessica Atreides hat durch ihre Ausbildung Kenntnis von dieser Sprache.

### Chakobsa
Chakobsa eine Sammelbezeichnung für unterschiedliche Dialekte einer Sprache, die für eine besonders schnelle und effiziente Kommunikation benutzt werden, insbesondere für die diversen Kriegssprachen einzelner Häuser. Die Ursprünge der Sprache gehen wesentlich auf einen alten Bhotani Jib zurück. Die Fremen verwenden Chakobsa u. a. für Rituale. Die Bezeichnung Chakobsa geht auf den Namen einer realen kaukasischen Jägersprache zurück. Obwohl im Buch und in den Filmen Textbeispiele von Chakobsa vorkommen, ist die Dune-Sprache Chakobsa keine teilweise oder vollständig ausgearbeitete Sprache (im Gegensatz zu etlichen literarischen Kunstsprachen wie etwa Tolkiens Sindarin und Quenya oder wie Na’vi, die Sprache der Einwohner von Pandora im Film „Avatar – Aufbruch nach Pandora“). Die verwendeten Einzelbeispiele für Chakobsa (sowohl in den Büchern als auch in der 2003er Miniserie oder der Dune-Enzyklopädie von 1984) sind Sätze, die teils aus Romani-Wörtern, teils aus arabischen Wörtern und teils aus inkohärenten Fantasiewörtern bestehen. In einem Fall ist es ein vollständiger Satz auf Serbokroatisch.
Anders als gelegentlich behauptet ist Chakobsa nicht die eigentliche Sprache der Fremen.

### Galach
Galach ist die offizielle Sprache des Imperiums. Das Galach enthält zahlreiche anglo-slawische sowie französische Elemente und kulturell oder technisch bedingte Spezialausdrücke, die während der Ausbreitung der Menschheit über die Galaxis darin Aufnahme fanden. Die Ansprache für einen nicht adligen Mann lautet z. B. „Monsieur“.
Den Bewohnern der verschiedenen Welten, die meist regionale Sprachen sprechen, dient sie hauptsächlich zur Verständigung mit Außenweltlern.

### Die Stimme
„Die Stimme“ ist im eigentlichen Sinne keine Sprache, sondern eine spezielle Sprachtechnik der Bene Gesserit. Sie ermöglicht den Ehrwürdigen Müttern, anderen, ungeschulten Geistern ihren Willen aufzuzwingen. Selbst wenn es sich dessen bewusst ist, kann sich das Opfer der Macht der Stimme kaum entziehen. Paul Atreides gehört zu den wenigen außerhalb der Schwesternschaft, die diese Fähigkeit erlernten, seine Mutter brachte sie ihm bei. Eine starke geistige Selbstkontrolle, welche meist nur durch intensives Training erlangt werden kann, ermöglicht den bewussten Widerstand gegen „Die Stimme“. Auch durch spezielle Ohrstöpsel kann die zwingende Wirkung der Stimme ausgefiltert werden, indem sie die entsprechenden Frequenzen blockieren.

### Fingersprache
Eine besondere, den kämpfenden Klassen vorbehaltene Art der Kommunikation durch Fingerzeichen. Sowohl die Atreides als auch die Sardaukar und Corrinos haben eine eigene Fingersprache. Sie wird meistens in Räumen benutzt, in denen Abhöranlagen vermutet werden, und zur Ablenkung mit normalen Gesprächen getarnt.
Die Bene Gesserit beherrschen die meisten dieser Sprachen und benutzen sie auch selbst.

### Kriegssprache
Jede Spezialsprache, die für eine schnelle Kommunikation während eines Kampfes dient.

### Atreides-Kriegssprache
Eine auf caladanischen Dialekten basierende, stark abkürzende Kriegssprache, hauptsächlich von Duncan Idaho und Gurney Halleck während Kriegszeiten gesprochen. Sie wird auch über Funk gesprochen. Die Harkonnen verstehen sie ebenfalls; nachdem der Sinn dieser Sprache allerdings nicht Geheimhaltung, sondern eine schnelle Koordination von Einheiten und Aktionen ist, stellt dies kein Problem dar.

### Distrans
Der „dispersoide Transponder“ ist eine von den Fremen entwickelte Kommunikationsvorrichtung. Hierbei wird eine kodierte Nachricht im Nervensystem eines Lebewesens verankert.

## Visionen
Mithilfe von Gewürz können bestimmte sensibilisierte Personen die Zukunft vorhersehen. Von besonderer Bedeutung sind dabei einerseits die Gildennavigatoren, die nur mithilfe ständigen Gewürzkonsums – sei es in festem, flüssigem oder gasförmigem Zustand – überleben können. Sie haben sich spezialisiert auf die nahe Zukunft, um die ihnen anvertrauten Schiffe so sicher wie möglich durch den gefalteten Raum zu transportieren. So sehen sie Hindernisse, wie etwa Asteroiden und dergleichen, auf ihrem Kurs zu den Zielkoordinaten voraus und umfliegen diese gefahrlos.
Detailliertere Zukunftsvisionen hat Paul Atreides aufgrund seiner genetischen Vorbelastung bereits als Kind. Als er auf Arrakis beginnt, unter immer stärkerem Gewürzeinfluss zu stehen, intensivieren sich die außersinnlichen Erfahrungen enorm und er ist allmählich in der Lage, sogar Zusammenhänge zwischen Ereignissen zu erkennen. Nachdem er vom Wasser des Lebens gekostet hat, verstärken sich seine hellseherischen Kräfte noch mehr und er wird in die Lage versetzt, gegenwärtige Ereignisse an fernen Orten zu sehen. Auf diese Weise kann Paul noch vor der Ausführung einer Handlung erkennen, wie die Umwelt darauf reagieren kann. Dadurch verändert er auch die Zukunft. Auf diese Weise versucht er zunächst, den Djihad zu verhindern, von dem er gesehen hat, dass er ihn anführen könnte. Dabei stößt er jedoch auf systemimmanente Widerstände, so dass er den Djihad letztendlich doch auslöst.
Im zweiten Band ist Paul, nach jahrelangem Umgang mit Visionen, derartig sensibilisiert, dass er nur noch einem Pfad folgt, den er zuweilen schon dutzende Mal in verschiedenen Visionen gesehen hat. Dieser Pfad ist keineswegs vorbestimmt, doch für ihn fühlt es sich so an, da alle anderen Zeitlinien zu von ihm nicht erwünschten Resultaten führen. Auch seine Schwester Alia hat solche Ahnungen, doch diese sind weniger detailliert, außerdem verwirrend, mystisch und im dritten Band beeinflusst vom Baron Harkonnen – trotzdem äußerst geeignet für die breite Masse der Gläubigen des Muad'dib-Kultes.
Das Problem, vor dem sowohl Paul als auch die gewürzabhängigen Navigatoren stehen, ist die gegenseitige Blockade der sogenannten Orakel. Eine Vorhersage kann nicht zu einer Person gemacht werden, welche selbst Vorhersagen trifft. Somit kann es nicht zur paradoxen Situation kommen, dass zwei Wahrsager ihr Zusammentreffen vorhersehen und dieses Zusammentreffen beide zu ihren Gunsten zu verändern suchen. Die prinzipielle Unmöglichkeit dieses Paradoxons hat Folgen: Eine Verschwörung, die von einem Gildennavigator geschützt wird, kann vom Imperator Paul nicht aufgedeckt werden, umgekehrt kann allerdings auch niemand das Verhalten Pauls vorhersagen. Die zunehmende Dichte von Orakeln auf Arrakis im zweiten Band erschwert den Handlungsspielraum Pauls erheblich, wenn er auch dank der besseren seherischen Gabe erfolgreich alle Gefahren meistert.
Pauls Kinder Leto und Ghanima haben noch klarere Visionen. Leto folgt dem „goldenen Pfad“, indem er die Symbiose mit den Sandforellen eingeht und seine Schwester Ghanima mit Farad’n Corrino zusammenbringt. Deren Nachkommen, wie etwa Siona Atreides, haben zwar keine hellseherischen Fähigkeiten, sind aber für Seher und Gildenavigatoren unsichtbar.
Diese Eigenschaft kommt in der zweiten Trilogie besonders den Bene Gesserit zugute, die in ihrer Ordensburg nur Nachkommen Sionas dulden.
Da dies mit Ausnahme des Idaho-Gholas auf jeden zutrifft, der 1500 Jahre nach Sionas Zeit lebt, ist Idaho gezwungen, in einem Nicht-Schiff zu leben, in dem er vor den Sehern der Feinde geschützt ist.